# Nolwenn Faivre
Nolwenn Faivre, née le 25 juin 1989, est une skieuse française spécialiste du télémark. Elle est membre du ski-club des Rousses.

## Palmarès
- Meilleure performance sur une épreuve de Coupe du monde :
  - 5e au sprint de Montchavin les Coches le 10 janvier 2008
  - 7e au classique de Montchavin les Coches le 11 janvier 2008
  - 9e au slalom géant de Montgenèvre le 25 janvier 2006

- 11e du slalom géant au championnat du monde de télémark de Thyon-les Collons (Valais) le 23 mars 2007
- 12e du sprint au championnat du monde de télémark de Thyon-les Collons le 21 mars 2007
- 13e du classique au championnat du monde de télémark de Thyon-les Collons le 24 mars 2007